# Murodjon Ahmadaliyev
Murodjon Ahmadaliyev (* 2. November 1994 in Namangan) ist ein usbekischer Profiboxer und ehemaliger Weltmeister der WBA und IBF im Superbantamgewicht.

## Amateurkarriere
Er wurde als Amateur usbekischer Juniorenmeister 2010, usbekischer Jugendmeister 2012, sowie usbekischer Meister 2013 und 2014. Darüber hinaus gewann er internationale Turniere in Usbekistan, Russland und Bulgarien. Sein größter Erfolg auf Jugendebene war der zweite Platz bei den Jugend-Weltmeisterschaften 2012 in Armenien.
Nach dem zweiten Platz bei den Asienmeisterschaften 2015 in Thailand startete er im Oktober 2015 bei den Weltmeisterschaften in Katar und erreichte nach Siegen über Francesco Maietta, Qairat Jeralijew, Chatchai Butdee und Shiva Thapa das Finale, in welchem er knapp gegen Michael Conlan unterlag und die Silbermedaille gewann. Mit diesem Erfolg qualifizierte sich Ahmadaliyev auch für die Olympischen Spiele 2016.
Bei den Olympischen Spielen schied er erst im Halbfinale gegen Robeisy Ramírez aus und gewann damit Bronze. Zuvor hatte er Qairat Jeralijew und Alberto Melián besiegt. Bei den Asienmeisterschaften 2017 in Usbekistan gewann er die Goldmedaille und qualifizierte sich somit für die Weltmeisterschaften 2017 in Hamburg, wo er im ersten Duell gegen Qairat Jeralijew unterlag.

## Profikarriere
Sein Profidebüt bestritt er am 10. März 2018 in Brooklyn. Er steht bei der Promotionsfirma World of Boxing von Andrey Ryabinsky unter Vertrag.
Am 30. Januar 2020 besiegte er in seinem erst achten Kampf den US-Amerikaner Daniel Roman und wurde dadurch Weltmeister der WBA und IBF. Beide Titel verteidigte er im April 2021 gegen Ryōsuke Iwasa, im November 2021 gegen José Velásquez und im Juni 2022 gegen Ronny Rios. 
Am 8. April 2023 verlor er die beiden Titel durch eine knappe Punktniederlage per Split Decision an Marlon Tapales.